# Erik "Keller" Karlsson
Erik "Keller" Karlsson är en svensk fotbollsspelare som spelade för Degerfors IF under mitten av 1930-talet och början av 1940-talet med bland annat Gunnar Nordahl. Han spelade säsongen 1938/1939 och säsongerna 1940/1941–1942/1943 sammanlagt 63 allsvenska matcher för klubben och gjorde 14 mål.
Karlsson var även tränare för BK Derby 1947–1949.